# Michael Frendo
Michael Frendo (ur. 29 lipca 1955) – maltański prawnik i polityk. Minister spraw zagranicznych, wieloletni poseł krajowy, przewodniczący maltańskiego parlamentu.

## Życiorys
W 1977 ukończył studia prawnicze na University of Malta, specjalizował się następnie w europejskim prawie wspólnotowym na University of Exeter. Podjął praktykę adwokacką, zajął się także działalnością akademicką na macierzystej uczelni. Został członkiem centroprawicowej Partii Narodowej, na początku lat 80. zakładał jej londyńskie biuro. Później był dyrektorem ds. mediów, a także wydawcą partyjnej prasy. W 1987 po raz pierwszy uzyskał mandat posła do Izby Reprezentantów, uzyskując reelekcję w kolejnych wyborach w 1992, 1996, 1998, 2003 i 2008 (w wyborach uzupełniających). Reprezentował krajowy parlament w ZPRE (1987–1992), Konwencie Europejskim (2002–2003) i jako obserwator w Parlamencie Europejskim (2003–2004).
Pełnił szereg funkcji rządowych. Był parlamentarnym sekretarzem ds. młodzieży, kultury i ochrony konsumentów (1990–1992), ministrem ds. młodzieży i sztuki (1992–1994), ministrem transportu, łączności i technologii (1994–1996). Od 2004 do 2008 sprawował urząd ministra spraw zagranicznych. W kwietniu 2010 zastąpił powołanego do Trybunału Obrachunkowego Louisa Galeę na stanowisku spikera Izby Reprezentantów. Zajmował je do kwietnia 2013, tj. do końca kadencji. Nie ubiegał się o reelekcję w wyborach w 2013, odchodząc z krajowego parlamentu po 26 latach.